# Neststraat
De Neststraat is een straat in het Ezelstraatkwartier in Brugge.

## Beschrijving
De oudste vermelding van de Neststraat komt voor in 1353 in de stadsrekening:
- ghewrocht in 't straetkin bachten Nestkine.

De naam kwam voor als Nes:
- Neskin;
- up de Poortgracht achter Neskin;
- de strate 't Neskin by de Paddegracht.

Hij kwam ook voor als 'Nest':
- Nestkin;
- straetkin dat men heet den Nestkine.

Karel De Flou die de voorkeur gaf aan 'Nes' als oudste schrijfwijze legde het woord uit als waterland en laagland.
De vervorming van 'Nes' naar 'Nest' in de volksmond was aannemelijk: Nes was een minder gebruikt woord, Nest was goed bekend.
De Neststraat loopt van de Korte Lane naar de Hoefijzerlaan en de Speelmansrei.
De bebouwing in de straat dateert voornamelijk uit de 19e en begin 20e eeuw.